# Саммер Бартоломью
Робін Саммер Бартоломью (англ. Robin Summer Bartholomew; народилася в Мерседі, штат Каліфорнія) — американська актриса, телеведуча та переможниця конкурсу краси, яка виграла конкурс Міс США 1975.
Її перший досвід участі в конкурсі краси відбувся у 1973 році, коли вона виграла титул «Міс Хайнекен». Потім вона виграла титул Міс Каліфорнія США в 1975 році, а потім виграла корону Міс США. Вона брала участь у конкурсі «Міс Всесвіт 1975», який проходив у Сальвадорі, і посіла друге місце після переможниці Анне Марі Похтамо з Фінляндії. Бартоломью також був суддею конкурсу «Міс США» з 1977 по 1982 роки.
Вона також відома своєю кар'єрою в ігрових шоу. Вона стала ведучою ігрового шоу Sale of the Century наприкінці 1984 року після короткого періоду, коли вона була ведучою/розписувачем листів у Колесо Фортуни у 1982 році. Вона знялася у фільмі «Любов назавжди» з Майклом Лендоном і Прісцилою Преслі.